# Municipio de Oblong
El municipio de Oblong (en inglés: Oblong Township) es un municipio ubicado en el condado de Crawford en el estado estadounidense de Illinois. En el año 2010 tenía una población de 2789 habitantes y una densidad poblacional de 18,75 personas por km².

## Geografía
El municipio de Oblong se encuentra ubicado en las coordenadas 39°0′30″N 87°52′52″O / 39.00833, -87.88111. Según la Oficina del Censo de los Estados Unidos, el municipio tiene una superficie total de 148.74 km², de la cual 148,65 km² corresponden a tierra firme y (0,06 %) 0,1 km² es agua.

## Demografía
Según el censo de 2010, había 2789 personas residiendo en el municipio de Oblong. La densidad de población era de 18,75 hab./km². De los 2789 habitantes, el municipio de Oblong estaba compuesto por el 97,78 % blancos, el 0,36 % eran afroamericanos, el 0,22 % eran amerindios, el 0,5 % eran asiáticos, el 0,43 % eran de otras razas y el 0,72 % eran de una mezcla de razas. Del total de la población el 1,08 % eran hispanos o latinos de cualquier raza.